# Richard Harris
Richard St John Harris (Limerick, 1 de octubre de 1930-Londres, 25 de octubre de 2002) fue un actor y cantante irlandés, conocido por haber intervenido en numerosas películas como Rebelión a bordo (1962), Camelot (1967) y La Biblia (1966) de John Huston.
En su vejez interpretó el que fue uno de sus últimos papeles populares, el del mago Albus Dumbledore en las dos primeras películas de la saga Harry Potter: Harry Potter y la piedra filosofal (2001) y Harry Potter y la cámara secreta (2002). 
Harris fue un conocido playboy y bebedor, parte de una generación de actores británicos e irlandeses como Albert Finney, Laurence Harvey, Peter Finch, Oliver Reed, Richard Burton y Peter O'Toole.

## Biografía

### Primeros años y carrera
Richard Harris nació en la ciudad irlandesa de Limerick y era el hijo mayor de los nueve hijos de Ivan Harris y Mildred Harty. Fue al colegio jesuita Crescent College y destacó por sus virtudes en el rugby, llegando a jugar en el Garryowen. Cuando sus pasos iban dirigidos a ser una estrella del rugby, contrajo la tuberculosis, por lo que tuvo que dejar la práctica deportiva.
Después de recuperarse de la enfermedad, Harris se trasladó a Londres, ya que quería convertirse en director teatral. Al no encontrar cursos relacionados con su afición, se enroló en la London Academy of Music and Dramatic Art (LAMDA) para estudiar interpretación. Cuando todavía era estudiante, Harris alquiló el Teatro Irving ubicado en el West End de Londres para dirigir y producir su propia producción sobre la obra de Clifford Odets Winter Journey (The Country Girl). El espectáculo tuvo un gran éxito pero se acabó la financiación, por lo que Harris tuvo que abandonar el proyecto. 
Después de completar sus estudios en la academia, Harris se unió a la compañía de Joan Littlewood y comenzó a participar en funciones de las producciones de los Teatros del West End londinense, destacando en The Quare Fellow (1956).

### Carrera en el cine y en la música
Harris hizo su debut en el cine en 1958, en el filme Alive and Kicking, y un año más tarde ya trabajaría con el entonces prestigioso director británico Michael Anderson en Misterio en el barco perdido.  La década de los 60 comenzaría de una manera excepcional con su participación en Los cañones de Navarone y su aportación en Rebelión a bordo, donde es un excelente apoyo al duelo interpretativo entre Trevor Howard y Marlon Brando.
Su primera aparición como protagonista fue en El ingenuo salvaje, como el joven minero Frank Machin, papel por el cual ganó la Palma de Oro al mejor actor en el festival de Cannes y una nominación a los Oscar. El siguiente papel lo tuvo en una de las obras maestras de Sam Peckinpah, Mayor Dundee (junto a Charlton Heston) en la que interpreta a un inmigrante irlandés combatiente en la Guerra de Secesión.
La fama de Richard Harris no paraba de crecer y cada película que realizaba era más taquillera que la anterior. Su siguiente papel de éxito fue el del Rey Arturo en la adaptación al cine que Joshua Logan hizo del musical de Broadway Camelot. En este filme participó Vanessa Redgrave.
También, en 1968, Harris desarrolló su faceta de cantante, grabando un disco: A Tramp Shining (Un vagabundo brillando) del que vendió más de cinco millones de copias. La canción MacArthur Park,  fue versionada diez años más tarde por Donna Summer en estilo discotequero. MacArthur Park se convirtió en el primer sencillo n.º 1 de la artista en los Estados Unidos, manteniéndose en esa posición durante tres semanas. Además, Summer fue nominada a un Grammy en la categoría de mejor interpretación femenina de pop. Harris ganó mucha popularidad en la música; después de este éxito, de hecho, grabó muchos más álbumes. 
Después rodó Odio en las entrañas (1969) junto a Sean Connery, pero sin duda, el gran éxito mundial de Harris fue el de Un hombre llamado caballo donde Harris encarnó el personaje de un aristócrata inglés que es raptado por una tribu india.
En los 70, protagonizó El hombre de una tierra salvaje (1971), Robin y Marian (1976) con Connery y Audrey Hepburn, Orca, la ballena asesina (1977) con Charlotte Rampling, o Patos salvajes (1978). A partir de ahí, Harris entró en una categoría de actor de culto y se dedicó a su faceta como cantante; también escribió un aclamado libro de poemas llamado I, in the Membership of My Days.
Pero en la década de los 80, la carrera de Harris entró en franco declive. Solo en 1990 volvió a ser actor reclamo gracias al papel que le reservó Jim Sheridan en su film El prado, papel por el cual obtendría una nominación a los Globos de Oro y a los Oscar en la categoría de actor principal. En esa misma década regresó al teatro con un memorable Enrique IV de Luigi Pirandello.

### Últimos años yHarry Potter
En sus últimos años, el actor irlandés volvió a reverdecer los laureles de la gloria. Participó en películas de gran éxito comercial, como Sin perdón de Clint Eastwood, Juego de patriotas de Phillip Noyce (con Harrison Ford) y Gladiator de Ridley Scott, donde encarnó a Marco Aurelio.
En el 2000, Harris fue seleccionado para interpretar el papel del mago Albus Dumbledore en las dos primeras entregas de la saga de Harry Potter; La piedra filosofal (2001) y La cámara secreta (2002). Curiosamente, cuando Harris fue seleccionado para el papel, lo rechazó hasta tres veces; solo le hizo cambiar de opinión que su nieta se negara a volver a hablarle si no cogía el papel. Harris falleció en 2002 a consecuencia de la enfermedad de Hodgkin a la edad de 72 años, un mes antes del estreno de la segunda entrega de la saga. Fue sustituido por el también actor irlandés Sir Michael Gambon.
Sus últimas interpretaciones fueron las del apóstol San Juan en Apocalipsis (2000) de Raffaele Mertes, el Abad Faria en La venganza del conde de Montecristo (2002) de Kevin Reynolds y Sila en Julio César (2002) de Uli Edel.
El actor estadounidense Mickey Rourke, en el año 2009, al ganar el premio BAFTA al mejor actor por su papel en la película The Wrestler, se lo dedicó a Harris.

## Filmografía
- Misterio en el barco perdido (1959) (The Wreck of the Mary Deare), de Michael Anderson.
- Emboscada en la jungla (1960) (The long and the short and the tall) de  Leslie Norman.
- Los cañones de Navarone (1961) (The Guns of Navarone), de J. Lee Thompson.
- Rebelión a bordo (1962) (Mutiny on the Bounty), de Lewis Milestone.
- El ingenuo salvaje (1963) (This Sporting Life), de Lindsay Anderson.
- El desierto rojo (1964) (Il deserto rosso), de Michelangelo Antonioni.
- Mayor Dundee (1965) )(Major Dundee), de Sam Peckinpah.
- Los héroes de Telemark (1965) (The Heroes of Telemark), de Anthony Mann.
- Tres perfiles de mujer (I tre volti) (1965) de  Mauro Bolognini, Michelangelo Antonioni y Franco Indovina.
- La Biblia (1966) (La Bibbia), de John Huston.
- Hawaii (1966) (Hawaii), de George Roy Hill.
- Capricho (1967) (Caprice), de Frank Tashlin.
- Camelot (1967) (Camelot), de Joshua Logan.
- Odio en las entrañas (1969) (The Molly Maguires), de Martin Ritt.
- Un hombre llamado Caballo (1970) (A Man Called Horse), de Elliot Silverstein.
- Cromwell (1970) (Cromwell), de Ken Hughes.
- El hombre de una tierra salvaje (1971) (Man in the Wilderness), de Richard C. Sarafian.
- Con furia en la sangre (1973) (The Deadly Trackers), de Barry Shear.
- 99,44% muerto (1974) (99 and 44/100% Dead), de John Frankenheimer.
- El enigma se llama Juggernaut (1974) (Juggernaut), de Richard Lester
- The terrorists (1975) (The Terrorists), de Caspar Wrede.
- Robin y Marian (1976) (Robin and Marian), de Richard Lester.
- La venganza de un hombre llamado Caballo (1976) (The Return of a Man Called Horse), de Irvin Kershner.
- Ecos de un verano (1976) (Echoes of a summer), de Don Taylor.
- El puente de Casandra (1976) (The Cassandra Crossing), de George P. Cosmatos.
- Orca, la ballena asesina (1977) (Orca), de Michael Anderson.
- Los viajes de Gulliver (1977, en el papel de Gulliver), de Peter Hunt.
- Cita de oro (1977) (Golden Rendezvous), de Ashley Lazarus.
- Patos salvajes (1978) (The Wild Geese), de Andrew V. McLaglen.
- El planeta de los buitres (1979) (Ravagers), de Richard Compton.
- Juego de buitres (1979) (A Game for Vultures) de James Fargo.
- Tarzán, el hombre mono (1981) (Tarzan, the Ape Man), de John Derek.
- El triunfo de un hombre llamado caballo (1982) (Triumphs of a Man Called Horse) de  John Hough.
- El día de Martin (1984) (Martin’s Day), de Alan Gibson.
- La cúspide (1984) (Highpoint), de Peter Carter.
- El inspector Maigret (1988) (Maigret), de Paul Lynch.
- Strike Commando 2 (1988) (Trappola diabolica), de Bruno Mattei.
- El prado (1990) (The Field), de Jim Sheridan.
- Sin perdón (1992) (Unforgiven), de Clint Eastwood.
- Juego de patriotas (1992) (Patriot Games), de Phillip Noyce.
- Lengua silenciosa (1993) (Silent Tongue), de Sam Shepard.
- Vaya par de amigos (1993) (Wrestling Ernest Hemingway), de Randa Haines.
- Abraham (1994) (Abraham), de Joseph Sargent.
- Llanto por la tierra amada (1995) (Cry, the Beloved Country), de Darrell Roodt.
- The Great Kandinsky, de Terry Winsor
- Smila. Misterio en la nieve (1997) (Smilla’s Sense of Snow), de Bille August.
- El Jorobado (1997) (The Hunchback), de Peter Medak.
- This Is the Sea (1998), de Mary McGuckian.
- El barbero de Siberia (1998) (Sibirskij tsiryulnik), de Nikita Mikhalkov.
- De paseo con leones (1999) (To Walk with Lions), de Carl Schultz.
- Pequeño gran cazador (1999) (Grizzly Falls), de Stewart Raffill.
- The Royal Way (2000), de Andrei Konchalovsky.
- Gladiator (2000), de Ridley Scott.
- Harry Potter y la piedra filosofal (2001) (Harry Potter and the Phillosopher’s Stone), de Chris Columbus.
- The Pearl (2001), de Alfredo Zacarías.
- My Kingdom (2001), de Don Boyd.
- La venganza del conde de Montecristo (2002) (The Count of Monte Cristo), de Kevin Reynolds.
- Harry Potter y la cámara secreta. (2002) (Harry Potter and the Chamber of Secrets), de Chris Columbus.
- Julio César (2002) (Julius Caesar), de Uli Edel.
- Apocalipsis (2002), de Raffaele Mertes.

## Premios y distinciones

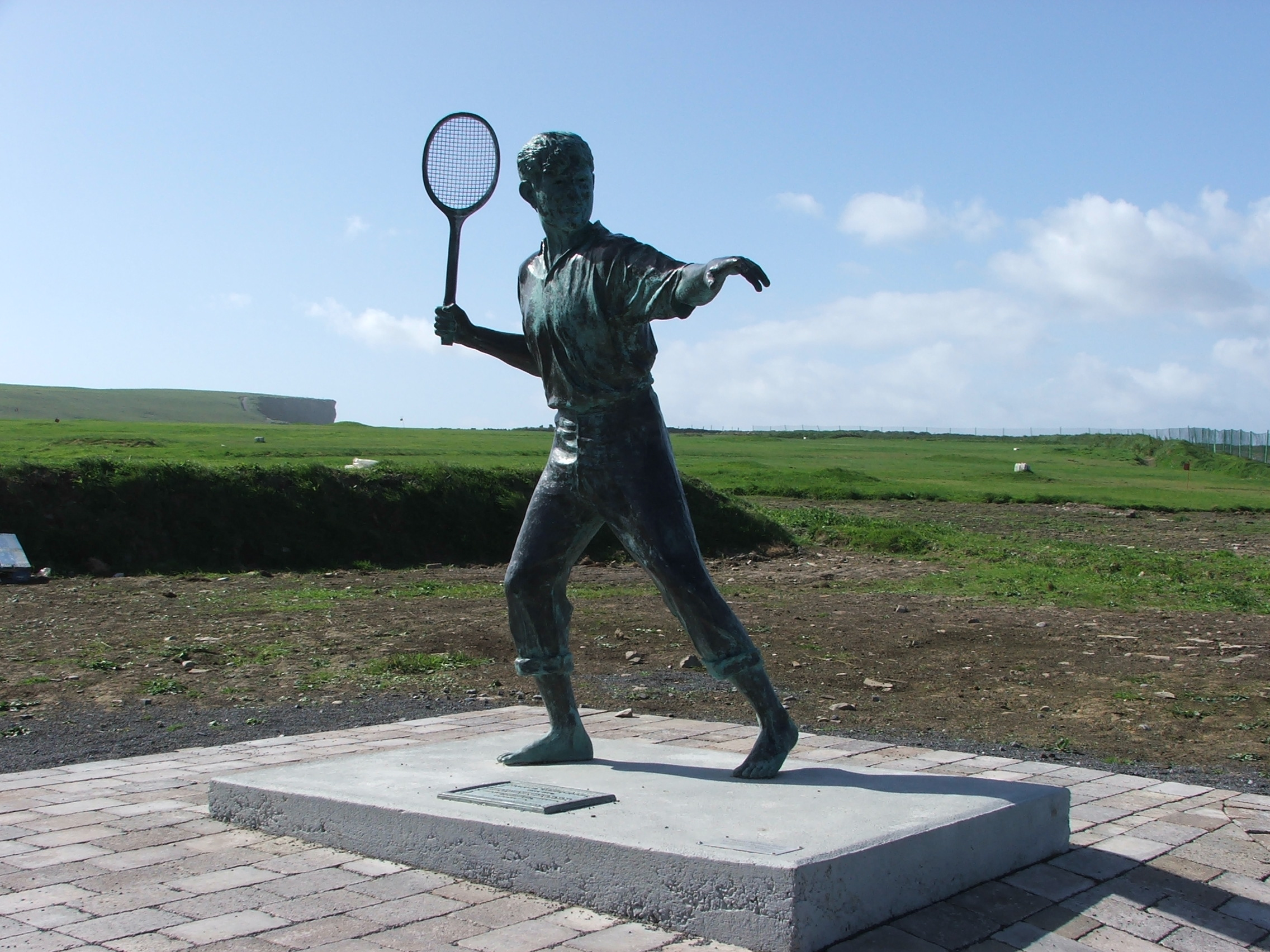
Una estatua en Kilkee, Irlanda, del joven Richard Harris jugando al squash.

Premios Óscar
| Año  | Categoría   | Película           | Resultado |
| ---- | ----------- | ------------------ | --------- |
| 1964 | Mejor actor | El ingenuo salvaje | Nominado  |
| 1991 | Mejor actor | El prado           | Nominado  |

Globos de Oro
| Año  | Categoría                       | Película | Resultado |
| ---- | ------------------------------- | -------- | --------- |
| 1990 | Mejor actor - Drama             | El prado | Nominado  |
| 1968 | Mejor actor - Comedia o musical | Camelot  | Ganador   |

Premios BAFTA
| Año  | Categoría             | Película           | Resultado |
| ---- | --------------------- | ------------------ | --------- |
| 1963 | Mejor actor británico | El ingenuo salvaje | Nominado  |

Premios del Sindicato de Actores
| Año  | Categoría     | Película  | Resultado |
| ---- | ------------- | --------- | --------- |
| 2000 | Mejor reparto | Gladiator | Nominado  |

Fotogramas de Plata
| Año  | Categoría                           | Película                      | Resultado |
| ---- | ----------------------------------- | ----------------------------- | --------- |
| 1971 | Mejor intérprete de cine extranjero | Cromwell Odio en las entrañas | Nominado  |
| 1970 | Mejor intérprete de cine extranjero | Un hombre llamado caballo     | Nominado  |

Premios Golden Raspberry
| Año  | Categoría  | Película               | Resultado |
| ---- | ---------- | ---------------------- | --------- |
| 1982 | Peor actor | Tarzán, el hombre mono | Nominado  |

Festival Internacional de Cine de Cannes
| Año  | Categoría   | Película           | Resultado |
| ---- | ----------- | ------------------ | --------- |
| 1963 | Mejor actor | El ingenuo salvaje | Ganador   |